# 真・女神転生II
『真・女神転生II』（しん・めがみてんせいツー）は、日本のゲーム会社であるアトラス開発のスーパーファミコン用ゲームソフト。同社が手掛ける「真・女神転生シリーズ」の第2作目として、1994年3月18日に発売された。

## 概要
本作品は、開発元であるアトラスが手掛ける「女神転生シリーズ」の後継「真・女神転生シリーズ」の第2作目。前作から数十年後の21世紀後半の未来の東京が物語の舞台となっている。
前作に引き続き、本作でも主人公の行動によって属性が変わり、ストーリーも大きく違ってくる。現代的な世紀末像を描いた前作のイメージを継承しながらも、荒廃した世界と未来のコロニーやバーチャルリアリティーなど、1990年代当時におけるサイバーパンクを前面に出した作風となっている。一方で、終盤の魔界は生命の樹（セフィロト）になぞらえた構造になっているなどオカルト的な要素は本作でも健在。
問題点として、スーパーファミコン版とPlayStation版の初期版はフリーズなどの深刻なバグが多い（後に修正されたバージョンも発売されている）ことが挙げられる。特にスーパーファミコン版の初期ロットにはバグの回避方法が記載されたメモが同梱されるなど、バグを前提視して発売されていた。
漢字の導入、マーカーセットやワンボタンによるダンジョンマップ表示、オートリカバー、エネミー・アピアランスインジケーターの導入などゲームシステム的にも数々の改良・進化が見られる。後にPS、GBAでリメイクされた『真・女神転生』はこれら『真・女神転生II』の新システムが導入されている。
2002年にPlayStationでリメイクされ、その際に主要人物と一部の悪魔のイメージイラスト、パッケージイラストが金子一馬によって新たに描き下ろされている。

## ストーリー
202X年に発生した大洪水によって東京は水没し、生き残った人々はカテドラルに集い、共同社会を築いて暮らしていた。やがて、その建造物は拡張されて「TOKYOミレニアム」と呼ばれるようになり、メシア教徒で構成される統治組織、通称「センター」に管理されるようになった。センターの管理の下、直属エリートのテンプルナイト、センターに住むことを認められた一級市民、アームターミナルの所持を許可された二級市民と厳格な階級社会が作り上げられていた。
センターの統治に反抗するガイア教徒は度重なる反乱を起こすも、徹底した弾圧で押さえ込まれていた。理想の千年王国は実現せず、降臨するはずの救世主はいまだ現れてはいなかった。そんな中、ヴァルハラ・エリアのコロシアムに記憶喪失の戦士ホークが彗星のごとく現れ、その快進撃に市民は熱狂していた。

## 登場人物

### メインキャラクター
名称はいずれもデフォルトネームであり、変更可能。
ホーク / アレフ
本作の主人公。コロシアムの戦士「ホーク」として活躍している男性。アーム・ターミナルという腕に装着するコンピュータを持っており、悪魔召喚プログラムを入手してからは悪魔を会話で仲魔にすることができるようになる。アームターミナルのディスプレイはゴーグルで、両目を覆うタイプになっている。
その正体は、メシアとなるべく元老院に造られた人造人間に近い存在「プロトタイプ・1」。人工授精によってヒロコから産まれ、数日で今の姿まで成長している。元老院の方針に疑問を抱いた目加田によって記憶を消されてセンターから放り出され、彷徨っていたところを岡本に救われることになる。後にセンターから彼を迎えに来たザインに会ったことがきっかけで本当の名前を思い出す。

ヒロコ
花田を追ってアレフに協力を求める女性。性格は優しく、母性的である。センターの住人で、テンプルナイト。後に息子を探して単独行動をしたことから除名されることになる。
センターの科学者の目加田の娘であり、アレフの産みの母親でもある。とは言え、実際に出産したわけではなく、胎盤に受精卵を入れたのち、すぐに取り出され、処女懐胎を形式的に再現されただけである。卵子もヒロコのものではないので、アレフとは近親婚ではない（ファミ通攻略本内のスタッフインタビューによる）。元老院のメシア・プロジェクトに利用された後、それまでの記憶を消されてしまうが、後に町を飲み込んだアバドンの体内で吸収される寸前の父・目加田の謝罪を受け、記憶も取り戻す。
ベス
テンプルナイトに所属する女性。メシア教の選んだ救世主をサポートする。メシア教の敬虔な信者でもあり、メシアであるアレフに献身的に尽くす。また、何よりもメシアを優先しており、ダレスの一撃からアレフをかばって命を落とす。その魂は魔界のケセド仏殿に流れ着き、再会すると自らの魂そのものを犠牲にしてアレフのパラメータを上げる。
彼女も主人公同様にメシア・プロジェクトにより「メシアに寄り従い尽くす」ことを目的として人工的に造られた。

ザイン
ヴァルハラ・エリアで出会うセンター所属の正義感あふれるたくましい男性で最強のテンプルナイト。当初はセンターの命令に忠実に従っていたが、次第に元老院のやり方に疑問を抱くようになり、自ら行動していくようになる。
彼も主人公同様にメシア・プロジェクトの一環として「救世主・パートナー・反救世主・管理者たちを管理し正しい道へ導く」ことを目的に、力優れる者として人工的に造られた。
サタン
ザインの正体であり、本当の姿でもある。物語の終盤で全てを裁く者としての記憶と使命を取り戻し、自らの半身であるセトと融合した後に真の姿に戻る。主人公がNeutralとChaosルートの場合は戦うことになる。
ギメル
理想郷アルカディア・エリアの管理者。月桂冠を被った黒い長髪の美男子で黄金の竪琴を持っている。優れた知力でエリアを管理し、機械の力で住民に幸福と忠誠を与えているなど物腰柔らかな性格をしていたりする人物ではあるものの、それとは裏腹に人間味に乏しい人物である。
主人公の選択肢によってはアルカディアの実態を暴くことになるため、強制的に戦闘となる。戦闘後は「救世主ギメルは消去されました」と表示される。
彼もまた主人公たちと同じくメシア・プロジェクトの一部で人工的に作られた人間であるが、情操教育に力を入れて育てられたために精神的に弱くなってしまい、結果的に元老院からメシアを降ろされている。

ダレス
逆だった髪と緑の服装が特徴の男性。前作の主人公によく似たアームターミナルや片側だけのゴーグルなどを身に着けている。ヴァルハラ・コロシアムで勝負を挑んでくるが、闘技場を始め数回の戦い全てで主人公には敵わず、ことごとく敗北することになる。その後、地下世界での騒動の際、アヌーンに惚れ薬をかけられてからは行動の理由が変わり、妖精たちと暮らすようになる。
ダレスもまたメシア・プロジェクトの一環として「アレフを救世主に仕立て上げる」ためのアンチメシアとして作られた人造人間で、記憶を消される前のアレフと同様に救世主としての教育を受けている。

### サブキャラクター
スティーブン
真っ赤なスーツを着た車椅子で現れる、名前以外は謎に包まれた男性。主人公の前にバーチャル空間・魔界を問わず度々現れ、悪魔召喚プログラムをはじめアームターミナルの機能をバージョンアップしてくれる。また、ルートによっては最後まで彼の手を借りることになる。
レッド・ベアー
羽田ジムに所属する戦士。傲岸不遜な性格で、名前通り赤多めの服装をしている。たゆまぬ研鑽とそれに伴う高い実力の持ち主であり、センター市民の最有力候補と目されているが、ホークに敗れることになる。後にケセドで再会することもできる。
目加田（めかた）
元センター所属の科学者で、ヒロコの実父でもある。メシア・プロジェクトの中心に携わるが、方針に疑問を抱くようになり、爆発事故に乗じて花田と逃げ出した。
センターの命令の下、娘の身体で人工授精を行い、救世主を作り出した張本人。元老院の仕向けた魔王アバドンの腹中で吸収される手前の状態ながらもアレフとヒロコにそのことを話して謝罪し、消滅していった。
花田（はなだ）
元センター所属の科学者。目加田と共にメシア・プロジェクトに携わっていたことから悪魔に強い興味を持つようになり、作中で4体の人形を使い魔界と現界を繋ぐ儀式を行うが、儀式に誤りがあったため自分が召喚した悪魔・メルクリウスに殺されてしまう。
岡本（おかもと）
記憶喪失でさまよっていた主人公をコロシアムの戦士として育て上げた男。主人公の命の恩人とも言える。
かつては気骨ある戦士キラー・ツネと呼ばれており、コロシアムに石像がある。
今では酒と賭博に溺れる自堕落な生活を送っており、商店街からの借金がかさんでいる。
羽田（はねだ）
ヴァルハラで大手ジム「羽田ジム」を経営するオカマ口調の男。かつてはフェザーアドニスと呼ばれており、岡本同様にコロシアムに石像がある。
傲慢な性格の持ち主で、主人公を勧誘しつつもレッド・ベアーと比較しつつ卑下し、高笑いを上げていた。レッド・ベアー敗北後は岡本との立場が逆転し、ダウンタウンに追いやられ落ちぶれたことをひどく悔しがる様を見せた。
マダム
ヴァルハラ・エリアを支配する年齢不詳の金髪の美女。従順なペットとしてケルベロスがおり、花田を探すためアレフに貸し与えている。
千年王国へ連れて行く人間を選定するために元老院に雇われた存在であり、彼女もその計画を知っていた。
後に元老院により、用済みになったヴァルハラ・エリアごと魔王アバドンに飲み込まれてしまう。体内に取り込まれ、上半身のみが見える状態のままでアレフらに再会し、ケルベロスを気にかけた後「自分一人の命で済むならばヴァルハラの人を助けたかった」と言い残し消滅した。
また、GBA版のビジョナリーアイテムによれば、未亡人である。

司教
元老院に命じられ、センターの表向きの司令塔を務める老人。アレフの救世主伝説を既成事実化するため暗躍している。
ストーカー
ホーリータウンに在住する片言の盗掘者。彼が掘り進めて手に入れた物が、ストーリーを進めるために必要なアイテムとなっている。
ケルベロス
マダムのペットであり、従順に仕える「魔獣 ケルベロス」。序盤は花田捜索のため、一時的にアレフに同行する。正式に仲魔になるのはアバドンによりヴァルハラ・エリアが壊滅しマダムが亡くなった後である。
GBA版のビジョナリーアイテムにて、実はザ・ヒーローの飼い犬・パスカルであったことが明言されている。
メルクリウス
ひげを蓄えた老人の顔の横にヒレのようなものがあり、竜のような体の紫の体で腹部側が赤い悪魔。後頭部には3本の触手がありそれぞれの先に太陽、月、丸い部分に繋がった十字架がついている。
花田の儀式によって召喚され、彼を殺して主人公たちに襲いかかる。その後はエンカウントする敵としても出てくる。
キングフロスト
カールした金髪にマントを羽織って杖を持った、巨大な王様系雪だるまの姿をした悪魔。その正体はセンターから過ぎた力を与えられ、パワーアップしたジャックフロストで、よく見ると足元に沢山のジャックフロストがいる。ホーリータウンの不穏分子抹殺およびアレフの救世主伝説のために大教会を凍土に変えて占拠していた。
ベテルギウス
ファクトリー坑道最下層に突然現れた、人頭蛇身の大型悪魔。戦闘後は人型の姿で通常エンカウントで出没するようになる。
ナジャ
アジア系の少女の姿をした小柄な妖精。アレフを一目見て好意を持つ。地下収容所のある区画にヒロコ不在の時期に行った場合のみ仲魔にできる。見かけによらず高い能力を持つ。
ヒロコに対するアレフの気持ちを悟り、彼女と合体すれば自分を思うことになると考え、操られたヒロコに力を渡して洗脳を解いた。そのイベント後は合体が解禁され、作れるようになる。
アヌーン
地下世界で薬屋を営む妖精。ウェイトレスのような服装の美少女だが、少しどもり気味で気弱な性格をしている。
本来の計画ではアレフに浮気草の露をかけ、自分に惚れさせる予定だったことを打ち明ける。しかし実はダレスに好意を抱いており、ヒロコが正気に戻った後、ダレスに浮気草の露をかけたため、彼の熱烈な求愛を受け、その後は2人で幸せに暮らすことになる。
パック
悪戯好きな男の子の妖精。人を喰ったような性格。ダレスに脅されてアレフに浮気草の露をかけようとしたが、彼を庇ったヒロコにかかってしまい、その場から逃げ出す。
追ってきたアレフに何度も許しを請うが、すべて相手を油断させるための芝居で、睡眠ガスを撒いたり毒薬ビンを投げたりと反省を微塵も見せない。
オベロン
地下世界の町を治める妖精の王。浮気草の露を渡すとヒロコにかかった魔法を解いてくれる。
ヒルコ
ロッポンギに住む国津神。青みのある体色で子供のような体格をしている。
長年天津神と対立していた国津神たちは、「ヘブライ神族（センター）」にそそのかされ天津神たちを岩戸に封印したが、最終的には自分たちも社に封印されていた。
唯一封印されずに逃げ延びたヒルコは、アレフに将門公の肉体の各部を集めて将門公を復活させ、国津神と天津神を封印から解くよう頼み込む。
アマテラス
天津神たちの指導者であり、心優しい女神。センターに騙されて加担してしまったヒルコの心情を理解していた。
マサカド
かつての東京の守護神。その神体は6つに分かたれ散逸して祠に隠されており、ヒルコが回収を急いでいる。後にアレフによって身体や魂を回収され、邪教の館で復活し、少しだけ力をかしてくれることになる。
セイレーン
ファクトリーの労働者を歌で洗脳し、労働に従事させている有翼の悪魔。しかし、彼女もセンターに洗脳され、塔の最上階に幽閉されており、恋人の呼びかけでしか正気に戻せない。
ペテルセン
魔界の住人である男性。セイレーンの恋人だが、既に死亡しているため肉体は滅びており、霊魂となって魔界を彷徨っている。
フーリー
魔界に住む美しく温厚な悪魔。水浴び中に出会うことになる。いかなる属性の者でも着用すればLAW属性に見せかける羽衣を所持しており、ルートによっては必要となる。使用した後に彼女に羽衣を返すと、気づいていないのか純粋だからか、喜んでお礼を言ってパラメータを上げてくれる。
ルイ・サイファー
主人公の前に度々現れるスーツ姿の金髪の男。その正体は魔王ルシファー。センターの動きを影で探っており、元老院や神と戦おうとする。CHAOSルートでは仲魔になり、強さを遺憾無く発揮してくれる。
元老院
センターを影で操る4人の最高指導者。それぞれ赤・青・黄・緑のローブを身にまとっている。正体は神により派遣された大天使ミカエル・ガブリエル・ラファエル・ウリエル。
地上を法と秩序で満たされた世界にするために魔王たちを服従させ、大和神族と地下世界を封印し、センターや各エリアを造った。しかしメシアが予言通り現れないことに苛立ち、自分たちでメシアを造り出すため、洗脳や悪魔と人の合体など数々の非人道的な実験を行う。そんなミカエルたちを見て青の元老ことガブリエルは距離を置くことを宣言し、ミカエルたちに挑むアレフに助言を与える。
ゲーム終盤では彼ら三人を倒した後、彼らの思念が創り出した偽の唯一神と戦うことになる。

### その他のキャラクター
アスタロト
ルシファー配下の魔王。ある事情からアレフとは一戦交えることになる。
ゴモリー
ルシファーの使者を務める、ラクダに乗った女悪魔。本作では戦うことがなく、仲魔にもできない。
アタバク
ルシファーの配下で、主の命によりゲブラーを守護する魔神。薬師如来から十二神将を借りてゲブラーに乗り込んできた。
ヴィローシャナ
ケセド寺院で正邪問わず救いを与えている魔神。ルート次第では戦闘を回避できる。
マーラ
ルシファーの側近の一人であるご立派な魔王。アレフの選択したルートとステータス次第では戦闘を回避できる。
ベルゼブブ
ルシファーの側近の一人である魔王。カオスルートでは味方になるが、それ以外のルートでは敵として登場する。
ルキフグス
ルシファーの側近の一人である魔王。ゴモリーと同じく、本作では敵にも仲魔にもならない。
アルフレッド
マダムに仕える執事の男性。若い頃はマダムの夫に執事としての手ほどきを受けていたという。
ドワーフ
赤坂で鍛冶をしているドワーフ。特定のアイテムを持っていくと、剣を作ってくれる。
イシュタル
古代バビロニアの地母神である女神。魔神アシュターと合体させられ魔王アスタロトの姿に貶められていた。アレフがその魔王をパーティメンバーに加えてビナーの町の最深部に行ったときのみ、本来の姿に戻る形で登場して合体が解禁される。
アシュター
地母神イシュタルと合体させられ、魔王アスタロトにされ貶められていた魔神。こちらもイシュタルと共に元に戻ったことで合体が解禁され仲間にできるようになる。
カロン
三途の川の渡し守。ゲームオーバー時に迎えに来て金と引き換えに復活させてくれる。
イザナミ
「女神転生シリーズ」の代名詞的日本神話の女神。今作ではクリア後に行けるダンジョンにのみ登場する。

## 開発
先述「#概要」の通り、本作品は、前作『真・女神転生』（SFC用、アトラス、1992年）の続編である「真・女神転生シリーズ」第2作目として開発された。物語上も前作との繋がりを持ち、ロウルートのその後に大洪水を逃れた人々が築いた「TOKYOミレニアム」から始まる。
ゲームシステムとしては、本作品から悪魔合体時の魔法継承が可能になり、カジノも追加された。

## 音楽
増子司が作曲・編曲。
2017年8月17日、ニコニコ生放送で実施された「『真・女神転生』シリーズ 楽曲人気投票 結果発表」にて、本作品の楽曲からも複数ランクインした。

### 楽曲収録
1994年、サウンドトラック『真・女神転生II サウンドリレーション』（ポニーキャニオン）が発売。オリジナルとアレンジによる2枚組であり、アレンジバージョンの演奏はリチャード・ヒコックスのシティ・オブ・ロンドン・シンフォニアが担当し（指揮はニック・デイビス）、ロンドンのアビー・ロード・スタジオで収録が行われた。「3D:地下世界」や「戦闘」など生楽器には不向きな曲をほぼ原曲通りに演奏してみせたシティ・オブ・ロンドン・シンフォニアの技量は、増子ら日本側スタッフを驚嘆させた。
後年に発売された同シリーズの派生作品『真・女神転生 DEEP STRANGE JOURNEY』（3DS用、アトラス、2017年）の初回限定版には、同梱CD『真・女神転生 レアサントラ＆メモリアルアレンジトラックス』のDISC3 - 6に、本作品の楽曲が収録された。特にDISK3 - 4は、1994年発売のサウンドトラックからリマスタリング・リニューアルされた音源による完全復刻版であり、音圧が上がったことで、オリジナル音源ではあまり意識されないパートの音も楽しめる。
| #   | タイトル                          | 作詞・作曲 | 編曲 |
| --- | --------------------------------- | ---------- | ---- |
| 1.  | 「NEUTRAL」                       |            |      |
| 2.  | 「PASSAGE to SUBTERRANEAN WORLD」 |            |      |
| 3.  | 「DARK TEMPLE」                   |            |      |
| 4.  | 「HEROISM」                       |            |      |
| 5.  | 「CLUB WORLD」                    |            |      |
| 6.  | 「LAW」                           |            |      |
| 7.  | 「BATTLE」                        |            |      |
| 8.  | 「CHAOS」                         |            |      |
| 9.  | 「MARKET PLACE」                  |            |      |
| 10. | 「DEVIL'S WORLD」                 |            |      |

| #   | タイトル                 | 作詞・作曲 | 編曲 |
| --- | ------------------------ | ---------- | ---- |
| 1.  | 「タイトルデモ」         |            |      |
| 2.  | 「タイトル」             |            |      |
| 3.  | 「ジム」                 |            |      |
| 4.  | 「バーチャルバトラー」   |            |      |
| 5.  | 「店」                   |            |      |
| 6.  | 「バルハラ」             |            |      |
| 7.  | 「Neutral」              |            |      |
| 8.  | 「フィールド」           |            |      |
| 9.  | 「敵遭遇」               |            |      |
| 10. | 「戦闘」                 |            |      |
| 11. | 「レベルアップ」         |            |      |
| 12. | 「記憶回復」             |            |      |
| 13. | 「センター」             |            |      |
| 14. | 「Law」                  |            |      |
| 15. | 「邪教の館」             |            |      |
| 16. | 「悪魔合体」             |            |      |
| 17. | 「セイレーン」           |            |      |
| 18. | 「地下世界」             |            |      |
| 19. | 「中ボス戦闘」           |            |      |
| 20. | 「Chaos」                |            |      |
| 21. | 「カジノ」               |            |      |
| 22. | 「ターミナル・ポイント」 |            |      |
| 23. | 「ディスコ」             |            |      |
| 24. | 「魔界」                 |            |      |
| 25. | 「魔界」                 |            |      |
| 26. | 「ヒロイン」             |            |      |
| 27. | 「大ボス戦闘」           |            |      |
| 28. | 「ゲームオーバー」       |            |      |

| #   | タイトル                          | 作詞・作曲 | 編曲 |
| --- | --------------------------------- | ---------- | ---- |
| 1.  | 「NEUTRAL」                       |            |      |
| 2.  | 「PASSAGE to SUBTERRANEAN WORLD」 |            |      |
| 3.  | 「DARK TEMPLE」                   |            |      |
| 4.  | 「HEROISM」                       |            |      |
| 5.  | 「CLUB WORLD」                    |            |      |
| 6.  | 「LAW」                           |            |      |
| 7.  | 「BATTLE」                        |            |      |
| 8.  | 「CHAOS」                         |            |      |
| 9.  | 「MARKET PLACE」                  |            |      |
| 10. | 「DEVIL'S WORLD」                 |            |      |

| #   | タイトル                  | 作詞・作曲 | 編曲 |
| --- | ------------------------- | ---------- | ---- |
| 1.  | 「タイトルデモ」          |            |      |
| 2.  | 「タイトル」              |            |      |
| 3.  | 「ジム」                  |            |      |
| 4.  | 「3D:バーチャルバトラー」 |            |      |
| 5.  | 「店」                    |            |      |
| 6.  | 「3D:バルハラ」           |            |      |
| 7.  | 「Neutral」               |            |      |
| 8.  | 「2D:フィールド」         |            |      |
| 9.  | 「敵遭遇」                |            |      |
| 10. | 「戦闘」                  |            |      |
| 11. | 「レベルアップ」          |            |      |
| 12. | 「記憶回復」              |            |      |
| 13. | 「3D:センター」           |            |      |
| 14. | 「Law」                   |            |      |
| 15. | 「邪教の館」              |            |      |
| 16. | 「悪魔合体」              |            |      |
| 17. | 「2D:セイレーン」         |            |      |
| 18. | 「3D:地下世界」           |            |      |
| 19. | 「中ボス戦闘」            |            |      |
| 20. | 「Chaos」                 |            |      |
| 21. | 「カジノ」                |            |      |
| 22. | 「ターミナル・ポイント」  |            |      |
| 23. | 「ディスコ」              |            |      |
| 24. | 「魔界」                  |            |      |
| 25. | 「3D:魔界」               |            |      |
| 26. | 「ヒロイン」              |            |      |
| 27. | 「大ボス戦闘」            |            |      |
| 28. | 「ゲームオーバー」        |            |      |

## システム
悪魔合体において、魔法継承という概念が初めて導入された。これは材料にした悪魔の持つ魔法が一定の法則に従って受け継がれるというシステムである。
前作までは会話で仲魔にした悪魔も、合体で作成した悪魔も能力は一緒だったが、これにより、合体元の悪魔により所持魔法に違いが生まれるようになった。しかし、有用な補助魔法タルカジャ（攻撃力強化魔法）やスクカジャ（命中率上昇魔法）の優先順位が低く継承されにくい一方で、終盤はそれらの魔法が使える前提でのバランスになっているため難易度は前作より上がっている。
他に、主な変更点には以下の通りである。中には、以降のシリーズへと受け継がれたものもある。
- 悪魔の種族の内の幾つかがLAW-CHAOS属性をNEUTRALへと変更している。種族を変えた悪魔もいる。
- 戦闘で、前列と後列の概念ができた。しかし今作では、攻撃の受けやすさやダメージの違いのみに留まっている。
- 前作まではランダム使用だった仲魔の特技 （EXTRA）を選択して使用することが可能になったが、HPやMPを消費するようになった。
- 悪魔の所持する特技、魔法が最大6種類になった。
- イベントに関わるアイテムや宝石が、通常のアイテムとは別にストックされるようになった。
- 店屋でアイテムのまとめ売り、まとめ買いができるようになった。
- バーは他の店のように一部屋に収まっており、どの客と会話するかは選択肢から選ぶようになった（ファミコン版『II』に近い形に戻った）。
- ディスコは入り口からディスコ用の別マップに移動する形になった。
- デビルアナライズの容量限度がなくなり、倒した悪魔（ボスを除く）は全て記録されるようになった。
- 前作までは原則として一度に1種類の敵悪魔しか出現しなかったが、2種類まで同時出現するようになった。
- コンフィグ機能が用意され、様々な設定を変更できるようになった（オートマッピングの表示方向、ステレオ・モノラル切り替え、ボタン配置など）。
- 前作にあった魔法のリムドーラ、マカトラ、マカトランダが削除された。

### 施設
前作になかった施設として、カジノ、占い屋、バーチャルバトラーが新設された。
カジノ
現金をコインに交換して遊ぶことができる。スロット、キノ、ビッグアンドスモール、バカラなどの種類があり、コインは非売品のアイテムと交換できる。また、カジノではないが、メタルカードを使って遊ぶミニゲーム・コードブレイカーが『デジタル・デビル物語 女神転生II』以来の復活を遂げた。
占い屋
プレイヤーが次に行うべきことを有料で占ってくれる。
バーチャル・バトラー
仮想現実の戦闘訓練施設。バーチャル・バトラー内はダンジョンになっており、敵が出現する。敵を倒すと経験値を入手できるが、マッカ（お金）やマグネタイト（仲魔が移動時に消費する物質）を入手できない。また、バーチャル・バトラー内の悪魔とは会話することができないため、仲魔にすることは不可能である。HPが0になってもバーチャル・バトラーが終了するだけで、ゲームオーバーにはならないため、安全に経験値を稼ぐことができる。
リペア・ガレージ
前作の回復道場に代わる全属性用の回復施設。
温泉
魔界に登場する回復施設。青の湯はLAW用、赤はCHAOS用、緑が全属性用。

### 魔法
新魔法
- メディラマ：味方全体のHPを中程度回復する。メディアとメディアラハンの間の魔法として新設された。
- デカジャ：相手にかけられた「タルカジャ」などの能力がアップする補助魔法の効果を打ち消す。
- リカジャ：自分たちにかけられた「タルンダ」などの能力がダウンする補助魔法の効果を打ち消す[注釈 9]。
- テトラ：自分たちへの魔法、魔法系特技を1ターンの間無効化する。
- ネクロマ：DEAD状態の仲魔をUNDEAD状態にして召喚する。

### 戦闘
主人公とパートナーの両者がDYING、DEAD、STONE状態になると（まだ仲魔が生き残っていたとしても）ゲームオーバー。前作の『真・女神転生』と同じく、三途の川を渡るシーンだが、今作から冥府の川を渡り、カロンが魂を迎えに来る演出が追加された。その後はタイトル画面に戻る。

## 悪魔
前作に登場した種族に加え「神霊」「地母神」「神将」「妖樹」「デモノイド」「ワクチン」「ウィルス」が新設された。「セラフ」は「大天使」、「天魔」は「破壊神」、「メシア教徒」は「メシアン」、「ガイア教徒」は「ガイアーズ」に種族名が変更されている。「闘鬼」は「妖鬼」に統合され、「鬼神」は「国津神」と「天津神」に変更となった。
悪魔のデザインは『真・女神転生』に準ずるものもあるが、多くのデザインが新たに描き下ろされている。
神霊 LIGHT-LAW
唯一神の分霊たち。
エロヒム、シャダイなど。
天津神 LIGHT-LAW
記紀神話に登場する神々のうち、天孫系のもの。
ヒノカグツチ、オモイカネなど。ただし、破壊神に分類されるスサノオ、女神に分類されるアメノウズメなどの例外もある。
国津神 LIGHT-CHAOS
記紀神話に登場する神々のうち、土着のもの。
サルタヒコ、スクナヒコナなど。ただし、地母神に分類されるキクリヒメの例外もある。
地母神 LIGHT-CHAOS
カオス属性の女神と言える存在。
様々な生物を生んだ母なる大地の神。カーリー、イシュタルなど。
神将 LIGHT-NEUTRAL
十二支を象った十二神将。
妖樹 DARK-LAW
放射能の影響で動き出した植物や、植物に関する悪魔の種族。
イグドラジルやアルラウネなど。
デモノイド NEUTRAL-NEUTRAL
センターのバイオテクノロジーや悪魔合体システムによって生み出された人造悪魔で『真・女神転生II』オリジナルの種族。
ナンディを食肉用にしたデミナンディや、発掘作業用ヒューマノイドのスレイヴなど。
ワクチン DARK-LAW
サイバースペース上に登場する、視覚化したワクチンプログラム。
ウィルス DARK-CHAOS
サイバースペース上に登場する、視覚化したウィルスプログラム。

## 用語
メシア教
大破壊後に救世主の降臨と千年王国の実現を説き、勢力を伸ばして東京を支配した宗教。警察機構の役割を果たすテンプルナイトによって、逆らう者や異教徒は容赦なく弾圧され、罰せられる。
TOKYOミレニアム
カテドラルを基に陥没した東京の上に作られた超巨大建造物。環境汚染によってTOKYOミレニアム以外では生存不可能な状況になっており、大洪水を生き延びた人間のほとんどが集まり生活している。全てはセンターによって管理され、内部は街やファクトリーなどエリア毎に区分けされている。
幸福に満ちた千年王国を築くと謳われているが、実際は「そのための選別所」であり、選ばれた人間のみを箱舟に乗せて最終的には破壊する予定だった。
センター
TOKYOミレニアムの中央に立てられたピラミッド状の建造物で、周囲にヴァルハラなどの各エリアが配置されている。
地下世界
かつての東京で、建造物の中には面影が残っているものもある。地盤沈下とTOKYOミレニアムが真上に建っているので、一般の人間には認知されていない。
ミュータントとして生まれた者はここに追いやられるらしく、他に妖精たちやガイア教徒が住んでいる。一応生活できる環境に整っているようではある。
ガイア教
メシア教の拡大に伴って衰退した宗教。熱心な少数の信者たちが地下でひっそりと活動している。センターの最優先弾圧対象である。

## スタッフ
SFC版
- プロデューサー - 横山秀幸
- ディレクター - 岡田耕始
- プランナー - 伊藤龍太郎、藤岡一樹、礒貝正吾
- プログラマー - 佐藤雅実、迎一彌、松本尚史、金田直美
- デザイナー - 金子一馬、佐藤佐和子、村上哲也、野口暁、本堂雅史、岩崎智美、片岡いずみ、宮下裕香
- サウンドコンポーザー - 増子司

PS版
- エグゼクティブプロデューサー - 岩田松雄
- プロデューサー - 岡田耕始
- アートディレクター - 金子一馬
- プログラマー - 高芝泰彦、田中伸昌、宋泰昊、近藤英憲
- デザインスーパーバイザー - 副島成記
- デザイナー - 伊藤芳樹、山下智也、野口登司、安藤謙次、落合秀和、野木丈夫、川本和裕、吉野元薫
- デザインサポート - 土居政之、横路ゆかり、園山亜紀、横田章弘、井筒宏明
- サウンドデザイナー - 土屋憲一、黒川真毅

GBA版
- エグゼクティブプロデューサー - 原野直也
- プロデューサー - 岡田耕始
- アートディレクター - 金子一馬
- ディレクター - 礒貝正吾
- デザインスーパーバイザー - 副島成記
- サウンドスーパーバイザー - 土屋憲一
- プランナー - 蔵前喜章、後藤信二、山口寛
- プログラマー - 佐々木信也、赤木健治、橋本直昭、谷岡秀憲、斉藤正和、阿部隆光
- デザイナー - 與儀和美、大高明美、皆川真佐枝、吉田真理子、丸山結
- サウンド - 濱田智之、藤木学

## 移植
| No. | タイトル       | 発売日         | 対応機種               | 開発元               | 発売元                  | メディア        | 型式 | 備考                                                                   |
| --- | -------------- | -------------- | ---------------------- | -------------------- | ----------------------- | --------------- | ---- | ---------------------------------------------------------------------- |
| 1   | 真・女神転生II | 2002年3月20日  | Play Station           | バーチャル・イースト |                         | CD-ROM          |      | [ 7 ]                                                                  |
| 2   | 真・女神転生II | 2003年9月26日  | ゲームボーイアドバンス | アイ・ティー・エル   |                         | ROMカートリッジ |      |                                                                        |
| 3   | 真・女神転生II | 2010年8月11日  | PSP・PS3・PSV          |                      |                         | ダウンロード    |      | 「ゲームアーカイブス」                                                 |
| 4   | 真・女神転生II | 2010年9月7日   | Wii                    |                      |                         | ダウンロード    |      | 「バーチャルコンソール」                                               |
| 5   | 真・女神転生II | 2013年9月25日  | Wii U                  |                      |                         | ダウンロード    |      | 「バーチャルコンソール」                                               |
| 6   | 真・女神転生II | 2012年6月12日  | iPhone                 | インデックス         | Game Craft Incorporated |                 |      | [ 8 ]                                                                  |
| 7   | 真・女神転生II | 2012年12月21日 | Android                | インデックス         | Game Craft Incorporated |                 |      | [ 9 ]                                                                  |
| 8   | 真・女神転生II | 2021年2月17日  | Nintendo Switch        |                      |                         | ダウンロード    |      | 「スーパーファミコン Nintendo Classics」の追加タイトルとして配信開始。 |

## 真・女神転生II 外伝 魔都崩壊
『真・女神転生II 外伝 魔都崩壊』（しん・めがみてんせいツー がいでん まとほうかい）は、iアプリで2008年5月12日、Yahoo!ケータイで2008年6月18日より携帯電話のアプリゲームとして配信されたダンジョン探索型RPG。

### システム（魔都崩壊）
主人公は自動生成ダンジョン「Noah's Ark（ノアズ・アーク）」内を攻略していくことになり、戦闘システムは従来のシリーズ同様である。また、本編をクリアした後に「輪廻転生」ができるようになり、主人公のパラメータなどを引き継いで再度ダンジョンに挑むという仕組みになっている。

### ストーリー（魔都崩壊）
センター市民を目指すために主人公はバーチャルネットワークゲーム「Noah's Ark」内を順調に攻略するが、しかし「Noah's Ark」のプレイヤーが現実でも死亡するという事件が頻発、さらにクリアしてセンター市民となる権利を得た者が幾人も行方不明になっているという情報を知る。さらに主人公の身辺でも不穏な動きが起こりだす。
センターへの疑念を抱きながらも親しい人々の制止を振り切って攻略を続けた主人公は、やがて最下層の地下200階に到達する。そこで主人公は開発者のミタニ博士から、この「Noah's Ark」こそは来たるべき真の千年王国の建設と、その時に訪れるルシファーとの最終決戦に備え、救世主候補を選抜するプログラムだったことを明かされる。そして、ただ一人200階にたどり着いた主人公こそは救世主候補たる資格を持っており、ぜひセンターに協力して欲しいと提案される。
センターに協力するか否かの決断によって結末は分岐するが、主人公が数年後の戦い（『II』本編）に備えて訓練を重ねながらも自らの選択に疑問を抱く形で物語は幕を閉じる。

## 漫画版
漫画『プロパガンダ20XX 闘技場のアリア』は『月刊アスキーコミック』誌に前中後編の全3話として連載された。作者は御祇島千明。
ストーリーはホーク（アレフ）とベスの関係を中心に、レッドベアとの決勝戦からダレスとの決闘を通してホークが真の意味で自身の道を選択するまでのゲーム前半部を描いている。
のちに『真・女神転生II TOKYOミレニアム』収録という形で単行本化された。
ISBN 4756108946

## 小説版
小説『真・女神転生II 復活のジン』は富士見書房の富士見ミステリー文庫より2001年12月に発売された。作者は吉村夜、イラストは金田榮路。
ISBN 4829161485